# Hjälstads socken
Hjälstads socken i Västergötland ingick i Vadsbo härad, ingår sedan 1971 i Töreboda kommun och motsvarar från 2016 Hjälstads distrikt.
Socknens areal är 15,78 kvadratkilometer varav 15,75 land. År 2000 fanns här 419 invånare.  En del av tätorten Moholm samt kyrkbyn Hjälstad med sockenkyrkan Hjälstads kyrka ligger i socknen.

## Administrativ historik
Socknen har medeltida ursprung. 
Vid kommunreformen 1862 övergick socknens ansvar för de kyrkliga frågorna till Hjälstads församling och för de borgerliga frågorna bildades Hjälstads landskommun. Landskommunen uppgick 1952 i Moholms landskommun som 1971 uppgick i Töreboda kommun. Församlingen uppgick 2002 i Fägre församling.
1 januari 2016 inrättades distriktet Hjälstad, med samma omfattning som församlingen hade 1999/2000.  
Socknen har tillhört län, fögderier, tingslag och domsagor enligt vad som beskrivs i artikeln Vadsbo härad. De indelta soldaterna tillhörde Skaraborgs regemente, Södra Vadsbo kompani och Livregementets husarer, Vadsbo skvadron, Vadsbo kompani. 

## Geografi
Hjälstads socken ligger sydost om Mariestad med Tidan i sydost. Socknen är en uppodlad slättbygd kantad av skogspartier.

## Fornlämningar
Från järnåldern finns gravar. En runsten finns inmurad i kyrkan.

## Namnet
Namnet skrevs 1354 Hialistadhum och kommer från kyrkbyn. Efterleden är sta(d), 'ställe; plats'. Förleden kan innehålla mansnamnet Hiäli, bildat av hjala, 'prata', pratkvarn'.